# Katarina Krišto
Katarina Krišto (Split, 20. ožujka 2002.) hrvatska je džudašica. Natječe se u kategoriji do 63 kg.
Dvostruka je juniorska i dvostruka seniorska prvakinja Hrvatske.
Tijekom 2018. osvojila je tri Europska kadetska kupa: u Antalyi, Zagrebu i Koperu. Osvajačica je srebrnog odličja na Olimpijskom festivalu mladih u Bakuu te bronce na Svjetskom kadetskom prvenstvu 2019. u Alamtiju. Osvojila je i Europski juniorski kup u Leibnitzu 2019., gdje je u završnici pobijedila Ivu Oberan.
Bila je hrvatska senzacija dana na Olimpijskim igrama u Parizu 2024. kada je došla do borbe za medalje, ali je na kraju osvojila 5. mjesto. Već je slavila pobjedu u borbi za 3. mjesto, ali odlukom sudaca poništen joj je bod i dodijeljena treća kazna čime je izgubila borbu od trećeplasirane Laure Fazliu iz Kosova.